# Roberto Fortunato (amateurwielrenner)
Roberto Fortunato is een voormalig Italiaans wielrenner. In 1987 won hij samen met Eros Poli, Mario Scirea en Flavio Vanzella de ploegentijdrit op het wereldkampioenschap voor amateurs in Wenen. In tegenstelling tot zijn toenmalige collega's heeft Fortunato nooit een profcontract gekregen.
Roberto Fortunato moet niet verward worden met een naamgenoot die actief was in de jaren 90.